# Nominale waarde
De nominale waarde is de waarde die vermeld staat op een munt of op een verhandelbaar waardepapier zoals een aandeel of obligatie. De nominale waarde van aandelen is hetzelfde als de waarde van de aandelen die in de statuten van een nv staat vermeld. Deze waarde wijkt gewoonlijk af van de handelswaarde of koers. 

## Aandelen
Het aandelenkapitaal van een nv is gelijk aan het aantal uitgegeven aandelen vermenigvuldigd met de nominale waarde van een aandeel. In Nederland mag een nv geen aandelen beneden de nominale waarde uitgeven. Bij uitgifte boven de nominale waarde ontstaat een agioreserve. In Nederland was dit vóór de belastingherziening in 2001 van belang omdat een uitkering van aandelen uit de agioreserve niet onder de inkomstenbelasting viel. Tot 1972 werd de koers van veel aandelen op de Amsterdamse effectenbeurs genoteerd in procenten van de nominale waarde. Daarna werden alle koersen genoteerd in guldens, later euro's per stuk, waardoor het verband tussen koers en nominale waarde geleidelijk verdween.

## Obligaties
Obligaties worden meestal uitgegeven en afgelost tegen de nominale waarde. De couponrente wordt over het nominale bedrag vergoed en de koers wordt meestal genoteerd in procenten van de nominale waarde. Is de couponrente hoger dan de geldende rente dan staat de koers boven de 100% of pari, in het tegengestelde staat de koers beneden de 100%. Wanneer koerswinst lager wordt belast dan rente-inkomsten, zoals bij de Nederlandse inkomstenbelasting vóór 2001, is het voor particulieren voordelig om laagrentende obligaties beneden pari te kopen en op de aflossing te wachten. Voor de balans van financiële instellingen zoals banken en pensioenfondsen worden obligaties ook vaak tegen de nominale waarde gewaardeerd.

## Geld en postzegels
De nominale waarde van bankbiljetten, munten en postzegels is de waarde die erop vermeld staat, dat is dus, zolang de coupures geldig zijn, de waarde in het gewone verkeer. Verzamelaars geven er soms meer voor dan de nominale waarde, waarbij ze ook letten op beschadigingen en productiefouten. Is een coupure uit roulatie genomen (en de inleveringstermijn verstreken), dan is hij officieel niets meer waard, maar de nominale waarde is onveranderd, en verzamelaars kunnen er nog steeds een bedrag voor overhebben. Voor de uitgevende instantie (de centrale bank) is een bankbiljet niet meer waard dan een bedrukt stukje papier.

## Andere voorbeelden
De vermelding van een maat wijkt vaak af van de werkelijke maat. 
- Een fietsband met de nominale maat 26 × 1 heeft een buitendiameter van 617 mm, wat niet overeenkomt met de 660 mm die men zou verwachten door 26 inch om te rekenen. De nominale maat moet meer beschouwd worden als een typenummer, en het heeft geen zin na te meten of het klopt.
- Een soortgelijke situatie geldt bij de meterbanden van de korte golf. De werkelijke golflengte van de 41-meterband is zelfs korter dan de golflengte van de 40-meterband namelijk ongeveer 39 m.
- De netspanning uit een Europees stopcontact is nominaal 230 volt, maar in werkelijkheid kan die spanning enkele procenten afwijken.